# Aktogaj Wschodni
Aktogaj Wschodni (kaz. Ақтоғай-Восточный, ros. Актогай-Восточный) – węzłowa stacja kolejowa w pobliżu miejscowości Aktogaj, w rejonie Ajagöz, w obwodzie abajskim, w Kazachstanie. Węzeł linii Aktogaj - Urumczi z Koleją Turkiestańsko-Syberyjską (Turksibem) i linii do Mojyntów. Położona jest na trasie Nowego Jedwabnego Szlaku.